# 257261 Ovechkin
257261 Ovechkin este un asteroid din centura principală de asteroizi.

## Descriere
257261 Ovechkin este un asteroid din centura principală de asteroizi. A fost descoperit pe 31 martie 2009 la Tzec Maun de Léonid Vladimirovitch Élénine. Asteroidul prezintă o orbită caracterizată de o semiaxă mare de 2,38 ua, o excentricitate de 0,14 și o înclinație de 2,2° în raport cu ecliptica.